# Клопце
Клопце (словен. Klopce) — поселення в общині Жужемберк, регіон Південно-Східна Словенія, Словенія. Висота над рівнем моря: 402,7 м.